# Albin Stenroos
Oskar Albinus „Albin“ Stenroos (25. února 1889 Vehmaa – 30. dubna 1971 Helsinki) byl finský atlet, běžec na dlouhé tratě, olympijský vítěz v maratonu z roku 1924.
Poprvé běžel maraton ve dvaceti letech v roce 1909, kdy skončil třetí na mistrovství Finska. Později startoval především v bězích na dráze a neběžel maraton až do olympijského startu v roce 1924. Mistrem Finska v běhu na 10 000 metrů se stal poprvé v roce 1910, v následujících letech získal řadu dalších titulů v bězích na 5 a 10 kilometrů a v přespolním běhu.
Na olympiádě ve Stockholmu v roce 1912 získal bronzovou medaili v běhu na 10 000 metrů a stříbrnou medaili v přespolním běhu družstev. V roce 1915 vytvořil světový rekord v běhu na 30 kilometrů časem 1.48:06,2, který zlepšil v roce 1924 na 1.46:11,6. V roce 1923 zaběhl nejlepší světový čas na 20 km 1.07:11,2.
Svého životního úspěchu dosáhl na olympiádě v Paříži v roce 1924. Po patnácti letech nastoupil opět k maratonskému závodu a zvítězil s náskokem téměř šesti minut před druhým závodníkem, Italem Romeo Bertinim. S vrcholovým sportem skončil v roce 1927.